# Rodolfo Rombaldoni
Rodolfo Rombaldoni (Sant'Elpidio a Mare, 15 de dezembro de 1976) é um basquetebolista profissional italiano que atualmente defende o Pallacanestro Piacentina na Lega Nazionale Pallacanestro A2 Silver (3ª divisão). O atleta possui 1,93 m de altura e pesa 96 kg, atua na posição Armador e Ala-armador. 
Fez parte da Seleção Italiana de Basquetebol na conquista da Medalha de Prata nos Jogos Olímpicos de Verão de 2004 em Atenas. Durante a campanha italiana, Rombaldoni participou de quatro jogos incluindo a final contra a Seleção Argentina onde atuou por 15 minutos e anotou 10 pontos e distribuiu 2 assistências.

Rodolfo Rombaldoni foi homenageado como "Cavaleiro" da Ordem do Mérito da República Italiana em 27 de setembro de 2004 juntamente com seus companheiros de Seleção Italiana pela conquista olímpica.